# Andrea Bouma
Andrea Bouma (Sassenheim, 6 novembre 1999) è una velocista olandese.

## Palmarès
| Anno | Manifestazione  | Sede      | Evento  | Risultato  | Prestazione | Note                          |
| ---- | --------------- | --------- | ------- | ---------- | ----------- | ----------------------------- |
| 2016 | Mondiali U20    | Bydgoszcz | 200 m   | Semifinale | 24"19       |                               |
| 2017 | Europei U20     | Grosseto  | 200 m   | Semifinale | 23"89       | Miglior prestazione personale |
| 2017 | Europei U20     | Grosseto  | 4×100 m | 8ª         | 45"61       |                               |
| 2022 | Mondiali indoor | Belgrado  | 4×400 m | Argento    | 3'28"57     | [ 1 ]                         |
| 2022 | Mondiali        | Eugene    | 4×100 m | Batteria   | 43"46       | Miglior prestazione personale |
| 2022 | Europei         | Monaco    | 4×400 m | Oro        | 3'20"87     | [ 1 ]                         |